# Peironet
Peironet, o Peyronet (fl. XIII secolo), è stato un trovatore catalano e  joglar (juglar nei riferimenti contemporanei).
"Peironet" è un diminutivo del nome occitano "Peire", vale a dire Pietro. Potrebbe forse essere lo stesso Pere Salvatge. 
Viaggiava con l'entourage dell'infante Pietro, l'erede di Giacomo I d'Aragona, nell'ottobre del 1268 a Sant Celoni. Compone una tenzone con l'infante in cui discute della guerra con la Contea di Urgell che Pietro aveva intrapreso nel periodo che va da settembre a dicembre di quell'anno. Peironet e un altro joglar che non partecipa allo scambio poetico, il tritxador Arnaut, stavano a quanto sembra portando un messaggio all'infante riguardo allo stato di suo padre il re. Nella tenso Peironet parla di armes i amors, guerra e amore, i due temi favoriti dei trovatori. La canzone, il cui incipit inizia con Can vey En Peyronet ploran ("Quando Signor Peironet venne a piangere"), consta di due stanze composte dall'erede e di due altre stanze di risposta da parte del messaggero. 